# Ciao (film)
Ciao je americký hraný film z roku 2008, který režíroval Yen Tan podle vlastního scénáře. Film popisuje setkání dvou mužů, kteří se potkají v Dallasu po úmrtí společného kamaráda.

## Děj
Jeff vyřizuje pozůstalost po svém kamarádovi Markovi, který zahynul při autonehodě. Dozví se, že z Itálie za ním měl na víkend přijet přítel, se kterým se seznámil přes internet. Pozve ho tedy, aby i přesto přijel a poznal Dallas. Oba se po dva dny pozvolna poznávají a hovoří o Markovi, kterého Jeff znal ze školy a byl do něho platonicky zamilovaný, a Andrea ho znal pouze přes internet a teprve nyní ho měl osobně poznat. Od pátku do neděle se mezi muži vytvoří určitá náklonnost. Andrea se poté vrací zpět do Evropy.

## Obsazení
| Adam Neal Smith  | Jeff                   |
| Alessandro Calza | Andrea                 |
| Ethel Lung       | Lauren, Jeffova sestra |
| Charles W. Blaum | Mark                   |
| John S. Boles    | Markův otec            |
| Margaret Lake    | Markova matka          |
| Tiffany Vollmer  | lékařka                |

## Ocenění
- Philadelphia International Gay & Lesbian Film Festival: cena poroty za nejlepší film
- Queer Lion na Benátském filmovém festivalu
- AFI Dallas Awards